# Pseudonautia
Pseudonautia är ett släkte av insekter. Pseudonautia ingår i familjen Romaleidae.

## Dottertaxa tillPseudonautia, i alfabetisk ordning[1]
- Pseudonautia avellinoi
- Pseudonautia beckeri
- Pseudonautia biguttata
- Pseudonautia colombiae
- Pseudonautia estebanensis
- Pseudonautia geniculapicta
- Pseudonautia geniculata
- Pseudonautia guyanensis
- Pseudonautia humillana
- Pseudonautia inornatipes
- Pseudonautia latebrosa
- Pseudonautia machigenga
- Pseudonautia maculipes
- Pseudonautia manuana
- Pseudonautia nemoricultrix
- Pseudonautia nigricans
- Pseudonautia nigrithorax
- Pseudonautia nigropicta
- Pseudonautia occideana
- Pseudonautia ochraceipes
- Pseudonautia parvipennis
- Pseudonautia piperina
- Pseudonautia placita
- Pseudonautia regilla
- Pseudonautia remota
- Pseudonautia rentzi
- Pseudonautia rondoniae
- Pseudonautia rubida
- Pseudonautia saltabunda
- Pseudonautia saltuensis
- Pseudonautia seducta
- Pseudonautia submontana
- Pseudonautia tinctifemur
- Pseudonautia tonsilis
- Pseudonautia valida
- Pseudonautia vermiculatipes